# Pol Heyninck
Paul (Pol) Heyninck (Mechelen, 23 juli 1924 - Edegem, 12 november 2001) was een Belgisch journalist en bestuurder.

## Levensloop
Na de Bevrijding van de Duitse bezetting tijdens de Tweede Wereldoorlog trad hij in dienst bij Gazet van Antwerpen. Later was hij redacteur voor Zie en TV Ekspres. 
Hij was secretaris van de Algemene Belgische Persbond (ABP) Antwerpen-Limburg. Van 1964 tot 1967 was hij voorzitter van deze organisatie. Vervolgens werd hij voorzitter van de Bond van Katholieke Journalisten van België (BKJB).
Hij was de broer van Willy Heyninck en de schoonbroer van Jos Somers, beiden ook journalist bij respectievelijk De Nieuwe Gazet en Gazet van Antwerpen.
Hij was woonachtig te Wilrijk.